# Ablass

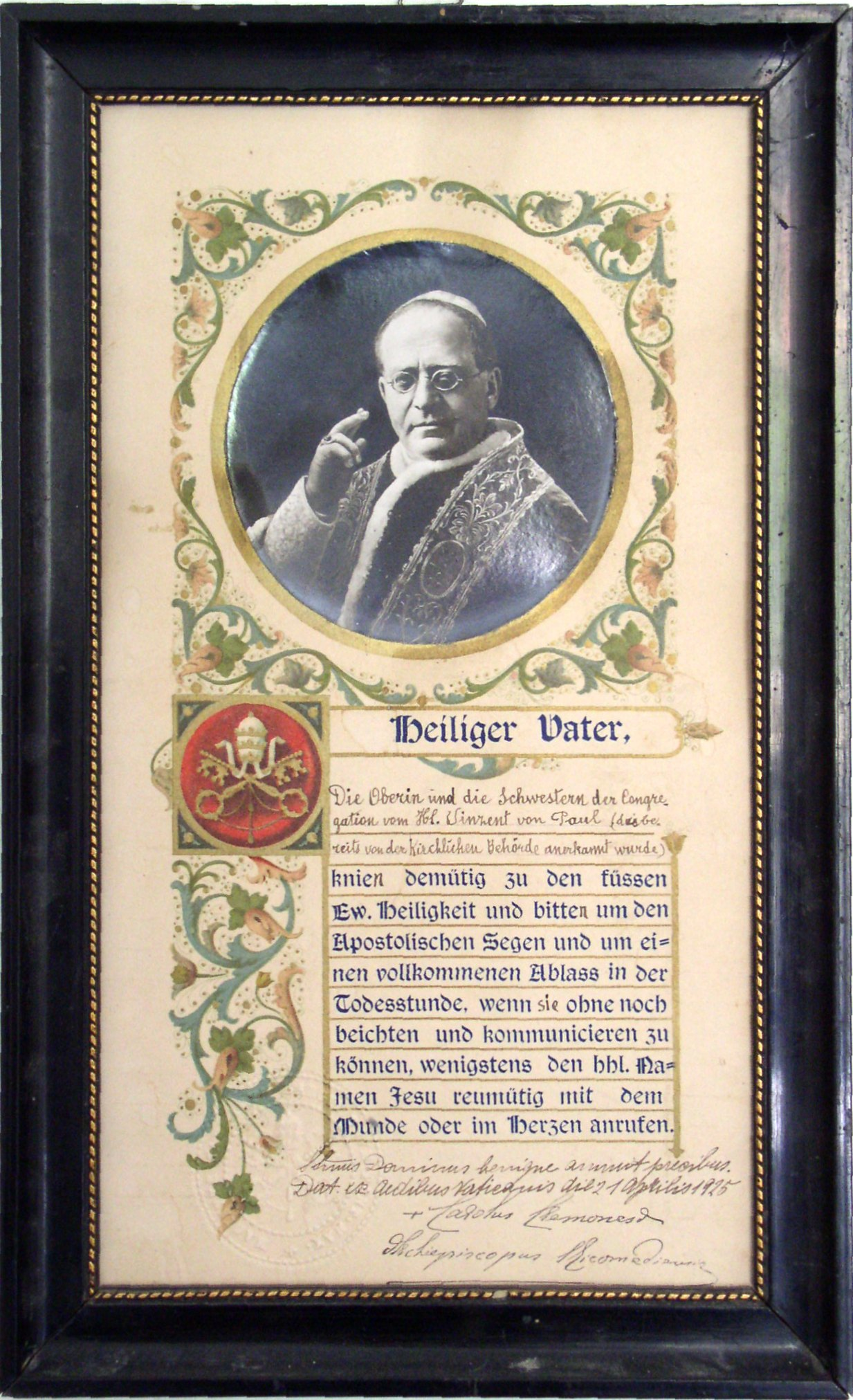
Reskript mit vorgedrucktem Ablassantrag und päpstlichem Siegel (1925)

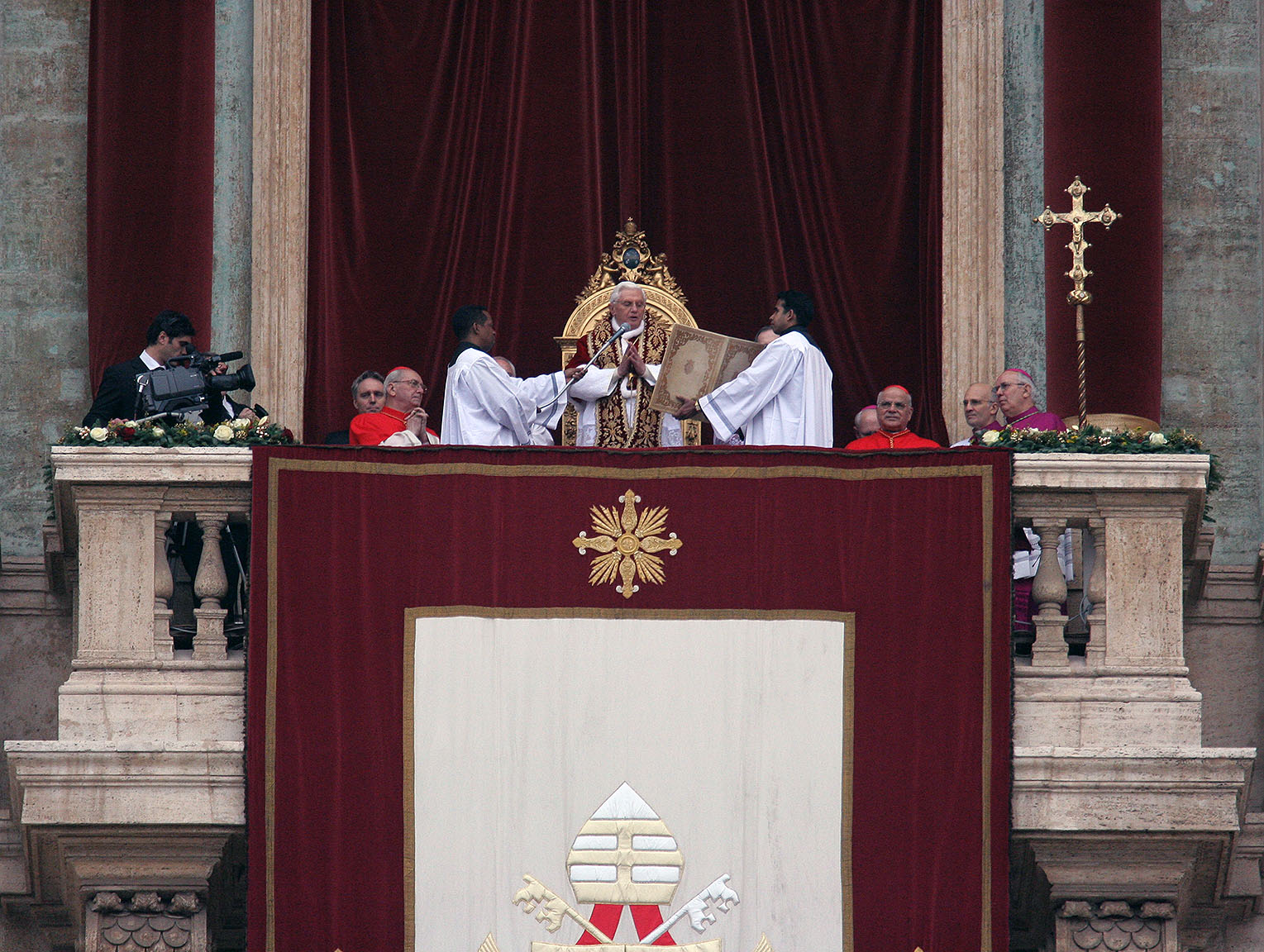
Mit dem Segen Urbi et orbi ist nach katholischer Lehre allen, die ihn hören oder sehen, unter den gewöhnlichen kirchlichen Bedingungen ein vollkommener Ablass ihrer Sündenstrafen gewährt.

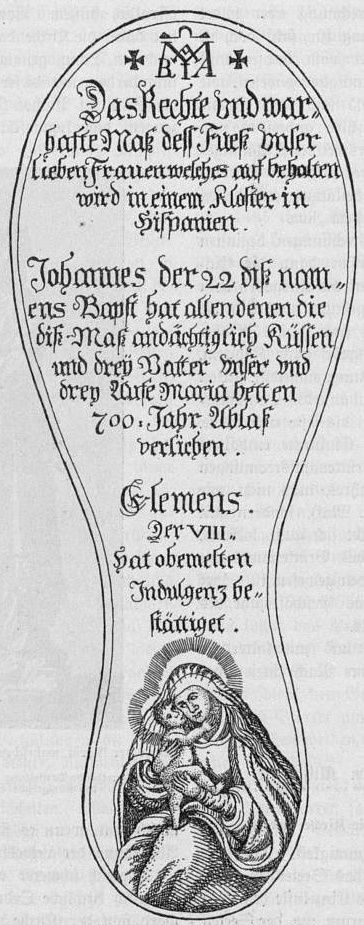
Fußabdruck der Maria, den zu küssen 700 Jahre Ablass verspricht

Ablass oder Indulgenz (lateinisch indulgentia), veraltet auch römische Gnade, ist ein Begriff aus dem römisch-katholischen Bußwesen. Das Wort bezeichnet einen von der Kirche geregelten Gnadenakt, durch den nach kirchlicher Lehre zeitliche Sündenstrafen erlassen (nicht dagegen die Sünden selbst vergeben) werden. Es gibt Teilablässe oder vollkommene Ablässe, die die Gläubigen unter von der Kirche bestimmten Bedingungen erlangen können. Ablässe können auch Verstorbenen zugewendet werden.

## Sünde und Sündenstrafen
Die Lehre vom Ablass ist ein Konzept, das eng mit den Konzepten von Sünde, Buße, Reue, Umkehr, Gnade und Vergebung in der katholischen Theologie verankert ist. Der Ablass (Indulgenz) bezeichnet einen in der römisch-katholischen Theologie geregelten Gnadenakt fußend auf dem Gnadenschatz, durch den nach kirchlicher Lehre zeitliche Sündenstrafen erlassen (nicht dagegen die Sünden selbst vergeben) werden. Durch die Praxis der Ablassbriefe sollte den Gläubigen ein dem Geldbetrag entsprechender Erlass zeitlicher Sündenstrafen im Fegefeuer für sie oder für bereits gestorbene Angehörige bescheinigt werden können.
Grundsätzlich unterscheidet die römisch-katholische Kirche zwischen Sündenstrafe (poena peccatum) und Sündenschuld. Die aus der Sünde folgende Sündenstrafe kann ewig oder zeitlich sein. Diesen zeitlichen Sündenstrafen gilt der Ablass; sie werden unter anderem durch den Ablass nachgelassen.
Um einen vollkommenen oder teilweisen Ablass zu gewinnen, müssen Katholiken durch Sakramentenempfang angemessen disponiert sein und meist ein bestimmtes frommes Werk (z. B. Wallfahrt, Kirchen- oder Friedhofsbesuch oder ein besonderes Gebet, etwa in der Meinung des Heiligen Vaters) verrichten. Ablässe kann der Gläubige auch für die armen Seelen im Fegefeuer gewinnen.
Nachdem bereits das Konzil von Trient Gewinne aus der Veräußerung von Ablässen scharf verurteilt hatte, belegte Papst Pius V. mit seinem apostolischen Schreiben Quam plenum 1567 den Handel mit Ablässen mit der Strafe der Exkommunikation und hob alle mit finanziellen Verpflichtungen gewährten Ablassprivilegien auf. 400 Jahre später, am 1. Januar 1967, ordnete Papst Paul VI. mit seinem Rundschreiben Indulgentiarum doctrina das Ablasssystem neu. Er hob die Bedeutung des Leistens von Werken der Frömmigkeit, Buße und Liebe und damit das Wachstum im Glauben gegenüber dem bloßen Ableisten von Sündenstrafen hervor. Weiterhin schränkte er die Zahl der gewährten Ablässe stark ein und erklärte die tageweise Zählung erlassener Sündenstrafen für nichtig, die so lange mit der Ablasslehre verbunden gewesen war.

## Begriffe und Inhalte der Ablasslehre
Der Codex Iuris Canonici von 1983, das Gesetzbuch des römisch-katholischen Kirchenrechts, definiert den Ablass in 992  CIC wie folgt:

„Ablaß ist der Nachlaß zeitlicher Strafe vor Gott für Sünden, deren Schuld schon getilgt ist; ihn erlangt der entsprechend disponierte Gläubige unter bestimmten festgelegten Voraussetzungen durch die Hilfe der Kirche, die im Dienst an der Erlösung den Schatz der Sühneleistungen Christi und der Heiligen autoritativ verwaltet und zuwendet.“

In der sakramententheologischen Systematik ist der Ablass, wiewohl selbst kein Sakrament, als Bußpraxis der Genugtuung (satisfactio operis) zugeordnet, die neben der Reue des Herzens (contritio cordis) und dem ausdrücklichen Sündenbekenntnis (confessio oris) den dritten Teil des Bußsakraments bildet.
Nach römisch-katholischer Lehre werden durch einen Ablass die so genannten zeitlichen Sündenstrafen ganz (vollkommener Ablass) oder teilweise (Teilablass) erlassen. Nicht zu verwechseln ist der Ablass der Sündenstrafen mit dem Nachlass der Sünden, also der Sündenvergebung selbst, die im Bußsakrament empfangen werden kann. Die Vergebung einer Sünde beseitigt nach katholischer Lehre nämlich die daraus erwachsenen Sündenstrafen nicht.
Zeitliche Sündenstrafen waren ursprünglich die dem reuigen Sünder bei der Sündenvergebung auferlegten befristeten Kirchenstrafen (Bußen, die meist eine zeitweilige Exkommunikation umfassten). Später verstand man darunter die Zeit, welche die Seele nach dem Tod im Fegefeuer verbringt, bevor sie zur Anschauung Gottes im Himmel gelangt.
Auch dann, wenn die Sünde durch sakramentale Beichte oder vollkommene Reue im Hinblick auf das ewige Urteil beim Letzten Gericht (Himmel oder Hölle) vor Gott vergeben sein mag, sind ihre Konsequenzen im Hier und Jetzt noch spürbar: Die Sünde ist vergeben, ihre Folgen sind aber nicht aus der Welt. Der Büßer ist darum aufgerufen, diese auf seiner Lebenszeit liegende Last stetig zu verringern, seine Schuld zu sühnen und wiedergutzumachen (was nach gängiger Meinung auch ersatzweise durch gute Werke wie Gebete (etwa das Rosenkranzgebet), Almosen, Pilgerfahrten etc. geleistet werden kann). In dem Maße, wie er diese Obliegenheit verfehlt, ist eine vorübergehende („zeitliche“) Reinigung nach dem Tode nach traditioneller Auffassung unumgänglich. Diese jenseitige Läuterung kann nun nach katholischem Verständnis durch die Erlangung von Ablässen verkürzt oder erleichtert werden. Eine Zählweise der Zeiten des Erlasses nach Tagen, Monaten und Jahren wurde durch die apostolische Konstitution Indulgentiarum doctrina Papst Pauls VI. vom 1. Januar 1967 aufgegeben. Es ist den Gläubigen bei entsprechender Disposition möglich, einmal am Tag einen vollkommenen Ablass zu gewinnen.
Dem liegt die Auffassung zugrunde, dass die Gemeinschaft der Heiligen sowohl im diesseitigen als auch im jenseitigen Leben durch ihre Fürsprache und ihre guten Werke dem einzelnen Sünder hilft, sein Ziel (Wiederherstellung der durch die Sünde gestörten Beziehung zu Gott und seinen Mitmenschen) zu erreichen. Die Verdienste Christi und der lebenden und verstorbenen Heiligen werden hierbei als ein Gnadenschatz begriffen, aus dem Zuwendungen an den reuigen Sünder möglich sind, die ihm seine Sühnetat erleichtern und zum Teil abnehmen können. Die Verwaltung dieses Schatzes ist Aufgabe der Kirche.
Eine noch weitergehende Bedeutung für die bleibende Verbundenheit von Lebenden und Verstorbenen in der kirchlichen Gemeinschaft gewinnt die Ablasspraxis dadurch, dass es gemäß katholischer Lehre auch möglich ist, einen Ablass für einen Verstorbenen zu erlangen, dem die damit gewonnenen Erleichterungen auf seinem Weg zur Gottesschau dann zugutekommen sollen. Die Zuwendung eines Ablasses an eine andere lebende Person außer derjenigen, die die Bedingungen erfüllt, ist dagegen nicht vorgesehen.
All das unterstreicht die Vorstellung, dass der Weg zum Heil nie nur eine persönliche Einzelleistung sein kann, sondern sich im Schoß der Gemeinschaft des Volkes Gottes, der Gemeinschaft der Heiligen, vollzieht, in der einer für den anderen einsteht. Dass die Ablassgewinnung nur aufgrund des einmaligen Versöhnungsopfers Christi und im Vertrauen auf ihn möglich ist, steht hierbei außer Frage. Ohne das Opfer Christi wäre aus christlicher Sicht jede Sünde unwiderruflich und unheilbar und der Sünder bliebe in Zeit und Ewigkeit von Gott und den Menschen getrennt.
Nach römisch-katholischer Lehre ist der Ablass demnach ein besonderer göttlicher Gnadenakt, der der eigentlichen Vergebung nachgelagert ist. Er wird durch verbindliche Rechtsakte und Regelungen der kirchlichen Autorität vermittelt.

## Kritik an der Ablasslehre

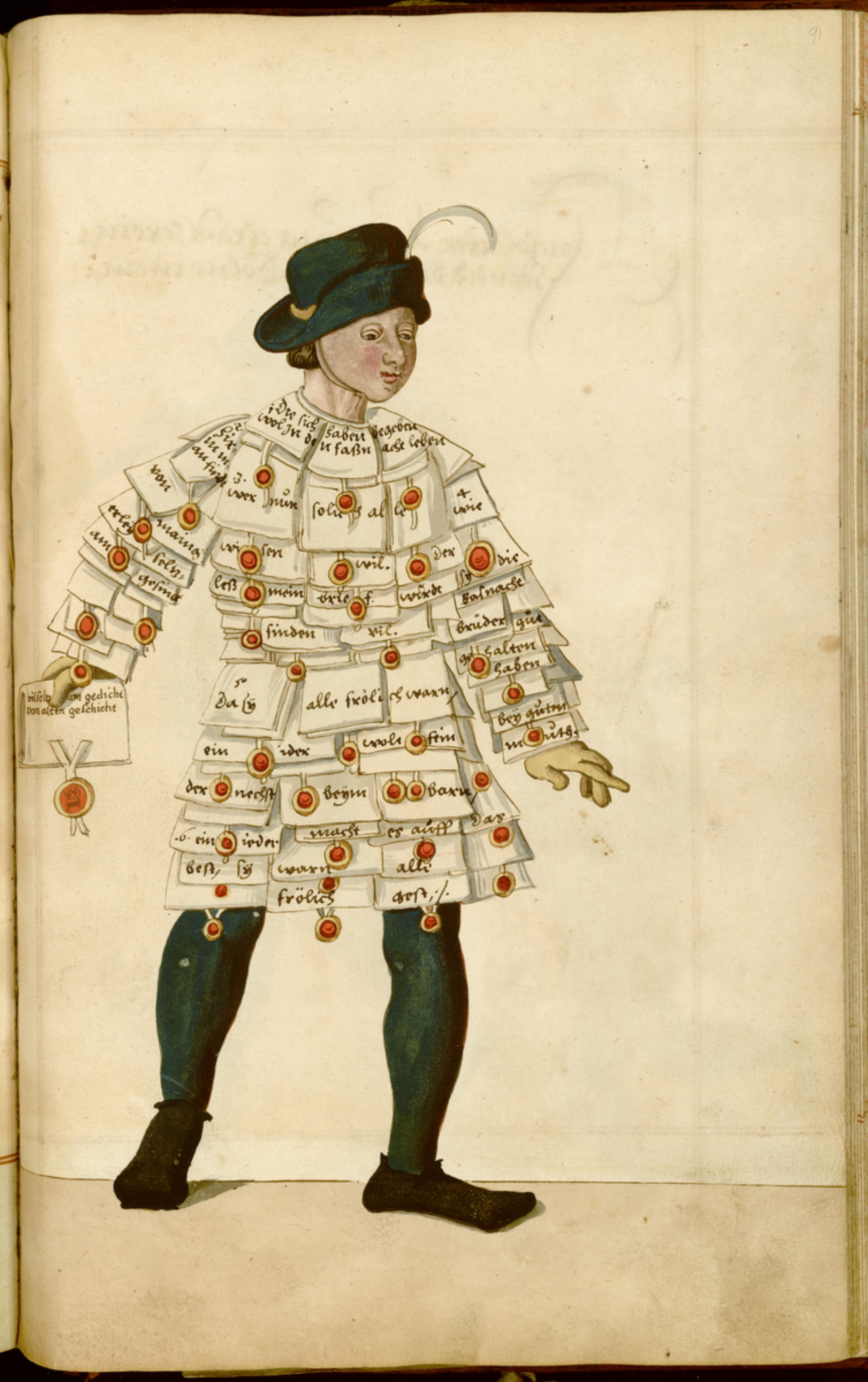
Ein Ablasskrämer, Maske beim Schembartlauf Anfang des 16. Jahrhunderts

Von reformatorischer bzw. evangelischer Seite ist der Hauptkritikpunkt an der römisch-katholischen Ablasslehre weniger die zeitweilige Kommerzialisierung der Ablassgewährung, die nach überkonfessionell herrschender Meinung recht eindeutig als zeitbedingte Fehlentwicklung zu beurteilen ist. Vielmehr wird – ausgehend insbesondere von Luthers 58. These – argumentiert, dass sich hier eine kirchliche Administration, verkörpert durch den Papst, anmaße, den „Gnadenschatz“ nach ihrem Gutdünken und nach menschengemachten Regeln „verwalten“ und „verteilen“ zu dürfen. Nach reformatorischem Verständnis ist es allein Gottes Versöhnungshandeln, vollbracht im sühnenden Opfertod Jesu am Kreuz, das dem schuldigen Menschen Vergebung vermittelt. Martin Luther äußert sich in seinem Bekenntnis von 1528 recht drastisch, aber auch deutlich: „Der Ablaß aber, den die Papstkirche hat und gibt, ist ein lästerlicher Betrug. Nicht allein, weil sie über die allgemeine Vergebung hinaus, die in aller Christenheit durch das Evangelium und Sakrament gegeben wird, eine besondere Vergebung erdichtet und einrichtet und damit die allgemeine Vergebung schändet und entwertet, sondern weil sie auch die Genugtuung für die Sünde stellt und gründet auf Menschenwerk und der Heiligen Verdienst, wo doch allein Christus für uns genug tun kann und genug getan hat.“
Der Präfekt der Kongregation für die Glaubenslehre, Gerhard Ludwig Kardinal Müller, äußerte in einem Interview 2017, Martin Luther habe mit seiner Kritik am Ablasshandel recht gehabt, denn der Ablasshandel sei ein „Betrug an den Gläubigen“ gewesen. Statt Luther zu exkommunizieren, hätte die Kirche kritischer unterscheiden müssen, was er eigentlich gewollt habe.

## Geschichtliche Entwicklungen

### Mittelalter
Anstelle der Verhängung einer öffentlichen Kirchenstrafe wurden den Büßern im Lauf der Zeit als Genugtuung nach der Beichte die stille Leistung guter Werke (etwa Almosen) auferlegt. Dadurch erhielten gute Werke im Abendland immer stärker den Charakter einer förmlichen Genugtuung für begangene Schuld, wobei sich hier der Einfluss der alten germanischen Rechtsprechung geltend machte: Die Verletzung eines anderen Freien war hier durch eine Sühneleistung, d. h. eine als Äquivalent angenommene Gabe, abzugelten und der Verletzte hatte sich damit abzufinden. Analog auf den Fall der Sündenstrafe übertragen war Gott gegenüber eine solche Satisfaktion zu leisten. Die altgermanischen Gesetzgebungen kannten nun sowohl die Möglichkeit einer Übertragung der Sühneleistung auf andere als auch die Kompensation des Vergehens oder Verbrechens durch Geld (Wergeld). An dieses Rechtsbewusstsein knüpfte später auch die Kirche an, z. B. in England, wo seit dem Ende des 7. Jahrhunderts Bücher in Umlauf kamen, die eine Art Umrechnungstabelle von Kirchenstrafen (Fasten, Psalmengesang oder Almosen) in Geldspenden an Kirchen oder Kleriker enthielten. Auch stellvertretende Bußen kamen auf. Ein wohlhabender Büßer konnte so eine Bußzeit von sieben Jahren in drei Tagen ableisten, wenn er die entsprechende Anzahl Männer „mietete“, die für ihn fasteten.
Bis zum 10. Jahrhundert waren einige Bußhandlungen nicht durch andere Bußen ersetzbar, sondern wurden nur in Verbindung mit frommen Spenden, der Teilnahme an Kreuzzügen, Wallfahrten und ähnlichen verdienstvollen Werken anerkannt. Der Ablass, verstanden als Bußnachlass für eine Ersatzleistung, entstand im 11. Jahrhundert. Mit der Verknüpfung von Ablass- und Kreuzzugswesen (etwa gegen die Katharer) wurde die Ablassgewährung zunehmend zu einer Aufgabe des Papstes. Der erste vollständige Ablass, der kein Kreuzzugsgelübde erforderte, war der Portiuncula-Ablass (13. Jahrhundert). Mit dem Ablass für die Pilger eines Heiligen Jahres (ab 1300) verselbständigte sich der vollständige Ablass und wurde vom Kreuzzugsversprechen gelöst. Gleichzeitig entwickelte sich die Gewährung von Teilablässen zu einem wichtigen Instrument zur Finanzierung von kirchlichen Gemeinschaftsaufgaben.
Im 14. Jahrhundert wurde die Lehre vom unermesslichen Gnaden- oder Kirchenschatz eingeführt, aus dem die Kirche bei der Ablassgewährung schöpfe und der vom Papst, dem als Nachfolger des heiligen Petrus die Schlüsselgewalt gegeben sei, verwaltet wird. Seinen Höhepunkt erreichte das Ablasswesen im 15. Jahrhundert. Seitdem kann man auch für Verstorbene Ablässe erwerben, was als Akt der Nächstenliebe gilt. Mit der Reformation brach das Ablasswesen in seiner bis dahin bekannten Form schlagartig zusammen.

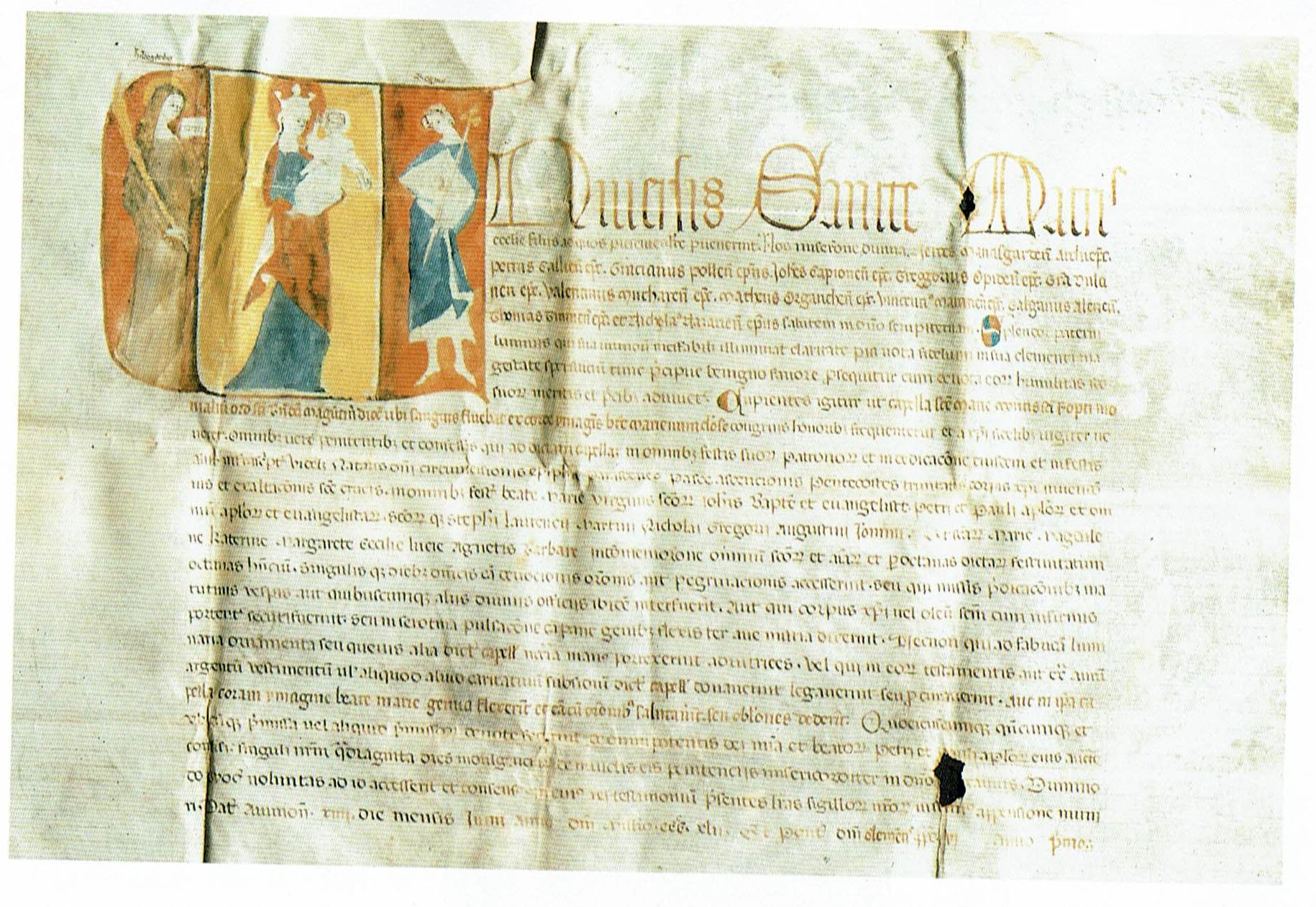
Ablassurkunde (Avignon) für das Kloster Rupertsberg, LHA Koblenz, 1342

Der Dominikaner und spätere Kardinal Hugo von Saint-Cher hatte sich um das Jahr 1230 mit der Problematik auseinandergesetzt, ob es einen wirklichen Straferlass geben könne, wenn Buße nicht geleistet worden sei, oder ob dieser lediglich durch einen unangemessenen Ersatz abgetragen würde. Grundlegend war für ihn die christliche Grundaussage, dass alles Heil in Jesus Christus begründet sei. Hieraus leitete er die Idee eines thesaurus meritorum oder thesaurus ecclesiae (Kirchenschatz) ab. Denn die Verdienste Christi und der Heiligen bildeten den Schatz der Kirche, mit dessen Hilfe die noch abzuleistenden Bußleistungen der Sünder getilgt würden.
Auch Thomas von Aquin setzte sich mit dem Problem des Ablasses auseinander. Er vertrat die Auffassung, dass ein Ablass sowohl unmittelbar erworben werden könne, wenn man die vorgeschriebene Buße selbst verrichte, als auch mittelbar, wenn ein anderer dieses Werk verrichte.

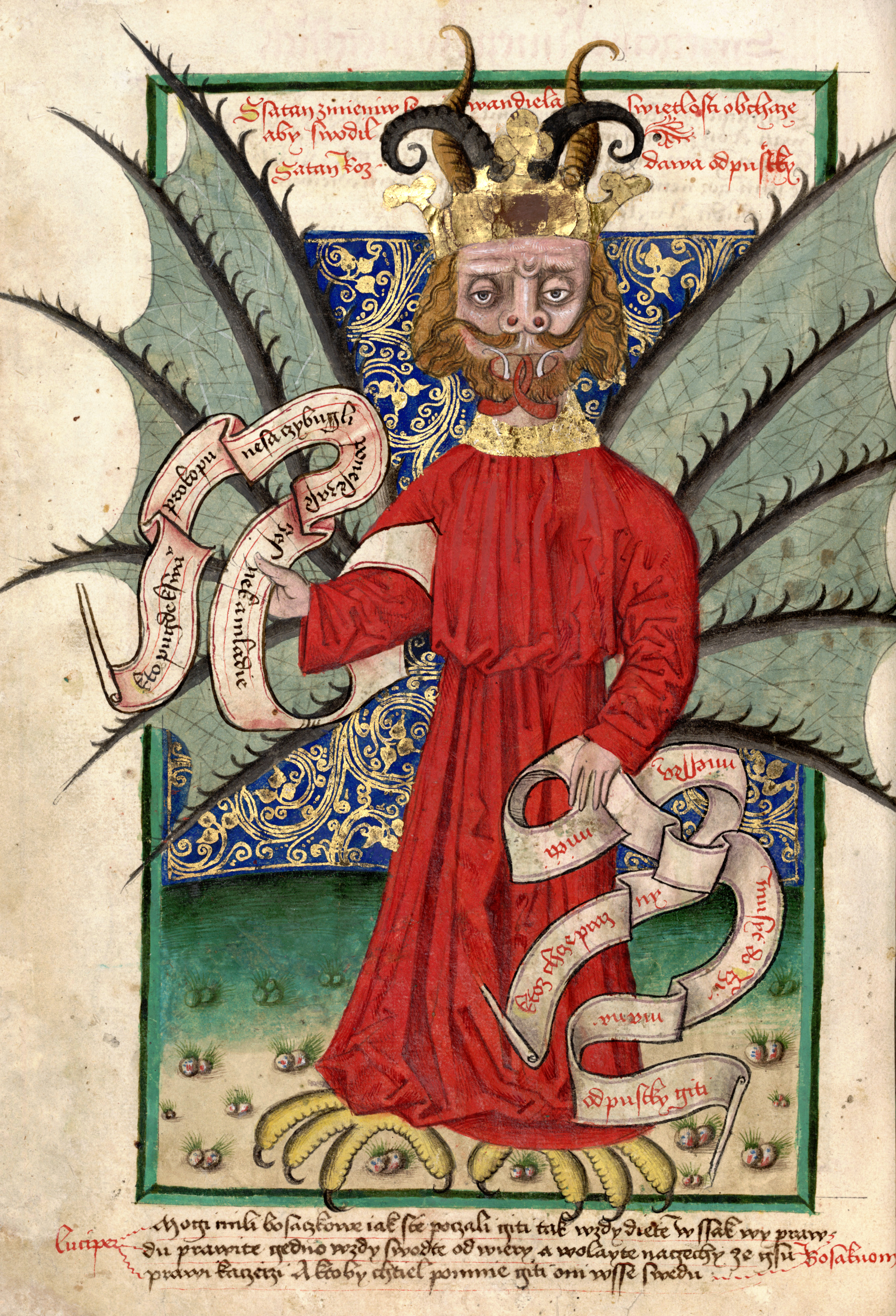
Satan verteilt Ablässe, Abbildung aus einem tschechischen Manuskript (Jenský kodex), ca. 1490; Jan Hus (Theologe der Böhmischen Reformation) hatte den Handel mit Ablässen 1412 verdammt.

Die Ausarbeitungen Hugos von Saint-Cher nahm Papst Clemens VI. in seiner Jubiläumsbulle Unigenitus Dei Filius vom 27. Januar 1343 auf, um die Lehre vom Gnadenschatz der Kirche (thesaurus ecclesiae) zur offiziellen Lehre der römisch-katholischen Kirche zu erheben. Durch die Idee des thesaurus ecclesiae wurden die geistlichen Verdienste materialisiert und quantifiziert. Dementsprechend bestehe die Möglichkeit, diese geistlichen Verdienste Christi und der Heiligen in einer irdischen und juristischen Handhabung zu verwenden. Die Kirche verwalte diesen unerschöpflichen Gnadenschatz und könne aus ihm den sündigen Menschen an dieser Heiligkeit partizipieren lassen, an der es ihnen durch seine Sündhaftigkeit mangele.

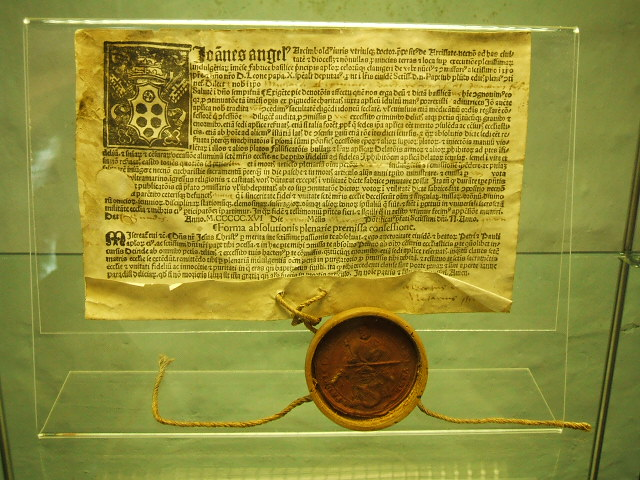
Ablassbrief von 1516 im Kulturhistorischen Museum in Stralsund

### Neuzeit
Der Handel mit sogenannten Almosenablässen, für deren Gewinnung als Ablasswerk ein Geldbetrag gespendet werden musste, war ein besonders in der Renaissancezeit verbreiteter Missbrauch. Bereits um 1385 hatte Geoffrey Chaucer im Prolog der Canterbury Tales einen Ablasshändler karikiert: „… da wusste er dann mit seiner Honigzunge die Silberlinge aus der Gemeinde herauszupredigen“. Die Kurie hatte das Ablasswesen über die Jahre systematisch ausgebaut und betrieb europaweit, im gesamten römischen Einflussbereich, feldzugartige Veranstaltungen (etwa Jubiläumsablässe), um Türkenkreuzzüge, Kirchenbauten and anderes zu finanzieren. Die Konzeption hierzu hatte Raimund Peraudi, seit 1493 Kardinal, entwickelt. Auf seine Initiative hin erschien 1476 eine päpstliche Bulle, die Ablässe auch für Seelen im Fegefeuer ermöglichte und damit die Popularität des Ablasswesens steigerte.
Bis zu seinem Tode 1504 verfolgte Peraudi das durchgeplante Konzept in uniformer Weise, standardisiert und durch eine Massenproduktion vermittels gedruckter Ablassbriefe in die alltägliche Praxis umgesetzt.
Mit der Neuzeit nahm das Ablasswesen eine strukturierte Entwicklung und kontinuierliche Ausdehnung auf. Damit verbunden war die gleichzeitige Juridifizierung, Zentralisierung und Fiskalisierung durch den Papst und die Kurie. Sündenstrafen und Bußleistungen sollten durch Almosen, durch Geld, späterhin durch Leistungen Dritter abgegolten werden. So könnten die im Fegefeuer büßenden Seelen naher Familienangehöriger eine Erleichterung erfahren, also Sündern ohne deren eigenen Reue und Buße zugutekommen.
Martin Luthers fundamentale Infragestellung des Ablasses war der Anlass für die Verfassung der 95 Thesen und gilt als ein Auslöser der Reformation im Heiligen Römischen Reich. Mit Einkünften aus dem Ablasshandel hatten einige Päpste beträchtliche Geldsummen aus ganz Europa nach Rom gelenkt, die unter anderem für den Bau des Petersdoms verwendet wurden. Albrecht von Brandenburg, Bischof von Magdeburg, Halberstadt und Mainz, hatte mit dem Papst einen Ablasshandel durch den Dominikaner Johann Tetzel in Gang gesetzt. Albrecht, der sich vom Papst mehrere Bistümer hatte verleihen lassen, musste hohe Gebühren für diesen Verstoß gegen die Bestimmungen des Kanonischen Rechts zahlen. Albrechts Provisionen aus dem Ablasshandel sollten dazu dienen, seine Schulden beim Bankhaus Fugger in Augsburg abzutragen, der Rest sollte bestimmungsgemäß nach Rom gehen.

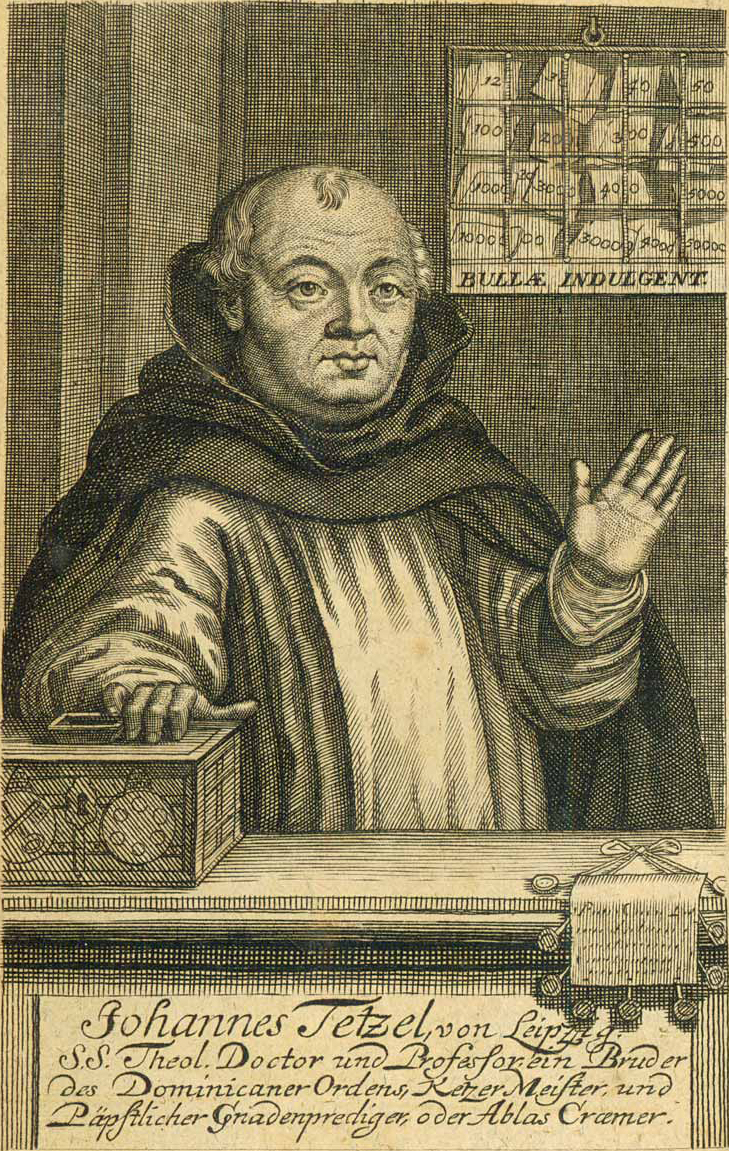
Das Wirken des Dominikaners und Ablasshändlers Johann Tetzel (ca. 1460–1519) war einer der Anlässe Martin Luthers zur Verkündung seiner 95 Thesen

Obgleich das Konzil von Basel (1431–1449) versuchte, die päpstliche Superiorität auch im Ablasswesen zu bekämpfen, blieb das System als solches jedoch zunächst unangetastet bestehen. Die auch von Zeitgenossen großteils als korrupt bezeichneten Päpste der Renaissancezeit, insbesondere der wegen seines ausschweifenden Lebensstils ständig verschuldete Papst Leo X., trieben den Ablasshandel auf die Spitze. Ablassbriefe wurden in ganz Europa wie Wertpapiere gehandelt. Der wohl berühmteste Ablassprediger Deutschlands war der im Magdeburger Gebiet wirkende Dominikaner Johann Tetzel. 1514 und 1516 bot er einen Ablass auf, angeblich um die Türkenkriege zu finanzieren und den Bau der Peterskirche in Rom voranzutreiben. Tatsächlich ging nur die Hälfte des Geldes nach Rom, die andere Hälfte an den jeweiligen Ablassprediger und an den Erzbischof Albrecht von Brandenburg, der damit seine Schulden bei den Fuggern zurückzahlte. Dieser sogenannte „Petersablass“ wurde vom Kurfürsten von Sachsen, der den massiven Geldabfluss nach Rom verhindern wollte, schließlich verboten.
Solche Missbräuche des Ablasses wurden zu einem Auslöser der Reformation. Die Reformatoren studierten die Bibel, in der sich keine klare Darstellung des mittelalterlichen Ablasskonzepts findet. Auch Martin Luther sah im geschäftsmäßigen Handel mit Ablassbriefen einen krassen Missbrauch, der ihn zur Abfassung seiner 95 Thesen veranlasste. Zwar war er entgegen landläufiger Meinung zunächst kein grundsätzlicher Gegner des Ablasses (vgl. These 71), legte jedoch durch seine theologischen Argumente (vgl. These 58) damals bereits die Basis für eine grundlegende Infragestellung des päpstlichen Ablasswesens an sich.

„Ein jeder Christ, der wahre Reue und Leid hat über seine Sünden, hat völlige Vergebung von Strafe und Schuld, die ihm auch ohne Ablassbrief gehört. Ein jeder wahrhaftige Christ […] ist teilhaftig aller Güter Christi und der Kirche, aus Gottes Geschenk, auch ohne Ablassbriefe.“

Das Trienter Konzil (1545–1563) hielt in seinem Dekret über den Ablass an der Vollmacht der Kirche fest, Ablässe zu gewähren. Mit diesen durfte aber schon seit Juli 1562 nicht mehr gehandelt werden. Bischöfe hätten etwaige Missbräuche zusammenzustellen und den Papst darüber zu informieren. Am 8. Februar 1567 hob Papst Pius V. in der Konstitution Etsi Dominici auch alle Almosenablässe auf und verfügte am 2. Januar 1570 in der Konstitution Quam plenum die Exkommunikation für jene, die mit den Ablässen Handel treiben wollten. Noch im Codex Iuris Canonici von 1917 war Ablasshandel gemäß Can. 2327 mit der Strafe der Exkommunikation belegt.

### Moderne

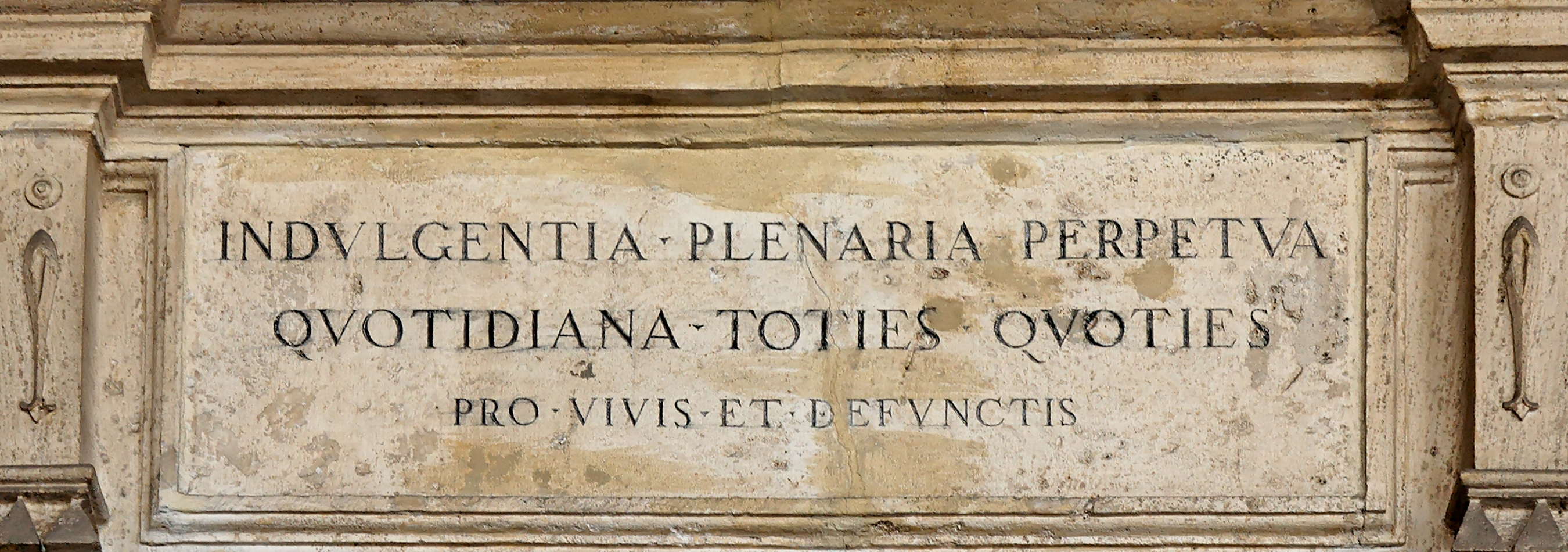
Inschrift an der Lateranbasilika, die auf die Möglichkeit der Gewinnung eines vollkommenen Ablasses für die Lebenden und die Verstorbenen hinweist

In Verbindung mit seinem Gebet für das Heilige Jahr hatte Papst Pius XII. 1950 „folgende Ablässe verliehen: 1. Einen Ablaß von sieben Jahren, so oft es verrichtet wird. 2. Einen vollkommenen Ablaß im Monat, wenn es den ganzen Monat lang täglich verrichtet wurde und wenn außerdem die hl. Sakramente der Buße und des Altares empfangen werden.“
Mit der apostolischen Konstitution Indulgentiarum doctrina promulgierte Papst Paul VI. am 1. Januar 1967 eine Neuordnung des Ablasswesens, mit dem Zweck, der frommen Übung der Ablassgewinnung „mehr Würde und Achtung“ zu verleihen. Besondere Ablässe gewährt im Auftrag des Papstes die Apostolische Pönitentiarie.

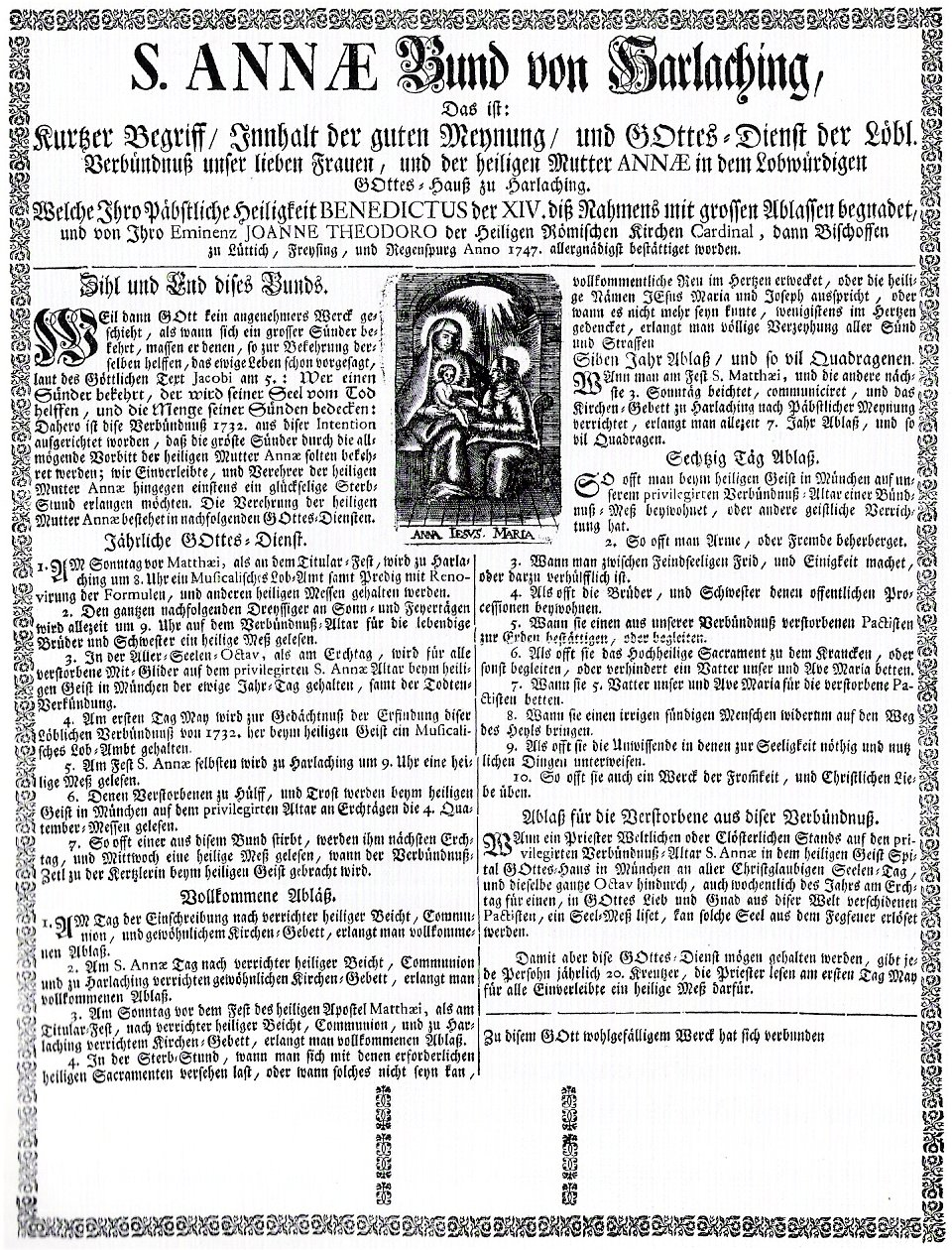
Ablassbrief aus dem Jahr 1747 des S.-Annae-Bundes von Harlaching

Das Verzeichnis der Normen und der gewährten Ablässe ist das Enchiridion Indulgentiarum. Normae et concessiones (dt. Handbuch der Ablässe), das zuletzt 1999 neu aufgelegt wurde. Für die Ablasslehre und -praxis sind unter anderem folgende Regelungen maßgeblich:
- Ein gewonnener Ablass kann vollkommen oder unvollkommen sein. Ein vollkommener Ablass ist ein Erlass sämtlicher zeitlicher Sündenstrafen, was im Fall des Todes unmittelbar in die ewige Anschauung Gottes führt, ohne eine vorherige Läuterung im Purgatorium. Ein unvollkommener Ablass ist ein teilweiser Erlass zeitlicher Sündenstrafen.
- Voraussetzung für die Gewinnung eines vollkommenen Ablasses sind der Empfang des Bußsakramentes mit entschlossener Abkehr von jeder Anhänglichkeit an die Sünde, Kommunionempfang und Gebet in der Meinung des Heiligen Vaters. Ist die Einhaltung einer der Bedingungen nicht gegeben, wird der Ablass als unvollkommen gewonnen.
- Zu bestimmten Anlässen kann ein vollkommener Ablass gewährt werden: so in den Heiligen Jahren, dem Heiligen Compostelanischen Jahr, bei Weltjugendtagen oder anderen außerordentlichen Anlässen wie etwa dem 150. Jahrestag der Marienerscheinungen in Lourdes im Jahr 2008.
- Wenn kein Priester erreichbar ist, der in Lebensgefahr die Sakramente und den apostolischen Segen, mit dem ein vollkommener Ablass verbunden ist, spenden könnte, gewährt die Kirche bei entsprechender Disposition einen vollkommenen Ablass für die Sterbestunde, sofern der Sterbende im Lauf seines Lebens gewöhnlich irgendwelche Gebete verrichtet hat.[21] Schon 1942 erging ein Dekret, das einen vollkommenen Ablass bei Fliegerangriffen auch ohne vorhergehenden Empfang der heiligen Sakramente[22] gewährte.
- Auch mit dem Segen Urbi et orbi wird allen, die ihn hören oder sehen, nach den kirchlichen Vorschriften ein vollkommener Ablass ihrer Sündenstrafen gewährt. War für den Empfang dieses Ablasses ursprünglich die persönliche Anwesenheit der Gläubigen auf dem Platz oder in Sichtweite des Papstes notwendig, so kann der Segen seit 1967 auch von Zuhörern oder Zuschauern bei Übertragungen über das Radio empfangen werden. Gleiches gilt seit 1985 für Fernseh- und seit 1995 auch für Übertragungen über das Internet.
- Die katholische Kirche gewährt seit alter Zeit einen vollkommenen Ablass jedem Gläubigen, der eine der vier Patriarchalbasiliken Roms besucht und dabei andächtig das Vaterunser und das Glaubensbekenntnis spricht.[23] Außer an kirchlichen Feiertagen und dem Patrozinium dieser Kirche kann der Ablass einmal im Jahr an einem weiteren Tag nach Wahl des Gläubigen gewonnen werden.